# レソリューション
株式会社レソリューションは、自動車業界・自動車整備業に特化した人材派遣、職業紹介を主要な事業とする日本の企業である。本社を東京都千代田区に置き、全国に営業所を18ヵ所、大阪と東京に人事部を置く。

## 概要
廣谷旭により、2005年に設立される。国家資格を取得した自動車整備士に特化した人材派遣業が主な事業。日本が自動車先進国であるにもかかわらず、自動車整備士が減少していることに着目し、給与・福利厚生面などを充実させ、優秀な人材を集めることでシェア・業績を伸ばし、2021年以降、毎年増収増益を達成し、特に第13期（2018年）以降は急速に売上げを伸長させている。登録整備士数は2,477名で整備士派遣における業界シェアトップ（2021年東京商工リサーチ調べ）、取引社数合計は1,202社(2023年7月14日現在)。現在、日本で自動車整備に特化した人材派遣会社は同社のみで、2021年度自動車整備士派遣実績売上げでも日本国内トップ（東京商工リサーチ調べ）を記録した。

### 社名の由来
社名の「レソリューション」（resolution＝決意）は、創業者廣谷が創業に際して、「失敗はしない、二度と転職はしない」との思いから名付けられた。2014年まではコーポレートカラーに「挑戦者」を意味する「青」を使っていたが、現在はチャンピオンコーナーの色である「赤」を使用している。

### Youtubeチャンネル「メカニックTV」
自動車整備士人口の増加及び整備事業の認知向上を目的として2018年3月29日にYoutubeチャンネル「メカニックTV」を開設。
開設以来登録者が増加しており、2025年1月現在で7.1万人の登録者を獲得している。現在は3代目メインキャストを迎え、自動車整備に関する情報を発信している。

### 自動車整備士専門求人サイト「メカニッ求」
自動車整備業界の様々な働き方の需要に応える為、人材派遣のみならず自動車整備士に専門特化した求人サイト「メカニッ求」の運営も行っている。

## 沿革
- 2005年 - 12月、港区浜松町にて本社、東京営業所を開設。
- 2006年
  - 3月 - 名古屋営業所、福岡営業所を開設。
  - 4月 - 静岡営業所、大阪営業所を開設。
  - 4月 - 特定労働者派遣免許取得。
  - 7月 - 一般労働者派遣免許許可（許可番号 派13-301833）。
- 2007年 - 7月　有料職業紹介事業取得（許可番号 13-ユ-302329)。
- 2012年 - 11月　横浜営業所開設。
- 2013年 - 1月　人材開発室（現：人事部）発足。
- 2014年 - 8月　仙台営業所開設。
- 2015年 - 12月　本社分室開設。
- 2016年 - 5月　神戸営業所開設。
- 2017年
  - 2月 - 埼玉営業所開設。
  - 10月 - 千葉営業所開設。
  - 12月 - 京都営業所開設。
  - 12月 - 名古屋営業所移転。
- 2018年
  - 7月 - 広島営業所開設。
  - 10月 - 宇都宮営業所 開設
- 2019年
  - 3月 - 本社・東京営業所を現在の所在地に移転。
  - 3月 - 立川営業所開設。
  - 3月 - 福岡営業所移転。
- 2021年 - 4月　高松サテライト（現：高松営業所）開設。
- 2022年
  - 1月 - 札幌サテライト（現：札幌営業所）解説
  - 8月 - 群馬サテライト（現：群馬営業所）開設。
- 2023年
  - 3月 - 三重サテライト（現：三重営業所）開設。
  - 7月 - メディア広報企画室（現：デジタルマーケティング部）発足。
  - 11月 - 新宿営業所開設。

(出典)

## 所在地
- 本社

東京都千代田区外神田四丁目14番1号　秋葉原UDX サウスウィング10F
- 営業所

札幌営業所
　北海道札幌市中央区大通西5-8 昭和ビル6F
仙台営業所
　宮城県仙台市宮城野区榴岡4-2-3 仙台MTビル11F
宇都宮営業所
　栃木県宇都宮市伝馬町2-10 宇都宮プライムビル 8F
群馬営業所
　群馬県高崎市東町70 イースト70ビル3F
埼玉営業所
　埼玉県さいたま市大宮区下町2−18 TS-3BLDG3F
千葉営業所
　千葉県千葉市中央区新町3-13　日本生命千葉駅前ビル8F
東京営業所
　東京都千代田区外神田四丁目14番1号　秋葉原UDX サウスウィング10F
新宿営業所
　東京都渋谷区千駄ヶ谷5-16-11 L'TIA OFFICE YOYOGI 4F
横浜営業所
　神奈川県横浜市中区相生町6-104 横浜相生町ビル6F
静岡営業所
　静岡県静岡市葵区御幸町11-30　エクセルワード静岡ビル4F
名古屋営業所
　　愛知県名古屋市西区名駅2-27-8 名古屋プライムセントラルタワー 10F
三重営業所
　　三重県四日市市鵜の森1-3-23 四日市中央通りビル 8F
京都営業所
　京都府京都市下京区材木町499-2　第1キョートビル9F
大阪営業所
　大阪府大阪市浪速区難波中1-13-17 ナンバ辻本ビル3F
神戸営業所
　兵庫県神戸市中央区京町69 三宮第一生命ビル11F
高松営業所
　香川県高松市天神前10-12　香川天神前ビル３F
広島営業所
　広島県広島市中区胡町4-21 朝日生命広島胡町ビル 5F
福岡営業所
　福岡県福岡市博多区博多駅前4‐2‐1　ザイマックス博多駅前ビル8
- 人事部

東京SC
東京都千代田区外神田四丁目14番1号　秋葉原UDX サウスウィング10階
大阪SC
大阪府大阪市浪速区難波中1-13-17 ナンバ辻本ビル3F
(出典)

## 取引先
詳細は公式サイト「取引先」参照。